# Health (Apple)
Health ist eine mobile App des Technologiekonzerns Apple, die gesundheitsrelevante Daten sammelt und für den Benutzer aufbereitet darstellt. Die App wurde im Juni 2014 auf der Worldwide Developers Conference in San Francisco vorgestellt und ist ab der Betriebssystemversion iOS 8 verfügbar. Zeitgleich veröffentlichte Apple auch den HealthKit, eine Programmierschnittstelle, die es Entwicklern ermöglicht, Apps mit Interaktionen zur Health-App zu programmieren.
Die App kann manche gesundheitsrelevante Daten selbst erfassen – beispielsweise die Zahl der zurückgelegten Schritte – oder aber auf Zahlen von anderen Anwendungen oder Geräten zugreifen. Die so zusammengetragenen Daten werden in vier Kategorien gegliedert: Aktivität, Achtsamkeit, Schlaf und Ernährung. Dabei steht vor allem die Entwicklung, sprich die Veränderung der gelieferten Gesundheitsdaten über einen gewissen Zeitraum, im Vordergrund.
Health ist auf dem iPhone sowie dem iPod Touch / iPad verfügbar.

## Updates
Im September 2015 wurde die Health App mit dem Update auf iOS 9 um weitere Funktionen erweitert. Insbesondere wird nun auch der Bereich der Reproduktionsmedizin umfasst. Zielgruppe sind hierbei unter anderem Paare, die ein Kind bekommen wollen. Eingetragen werden können Angaben zur Menstruation, sexueller Aktivität oder Ovulationstestergebnisse.
Seit Juli 2016 ist es in den USA möglich, sich über die Health-App als Organ- oder Gewebespender einzutragen. Dazu ist die Softwareversion iOS 10 vonnöten.
Mit dem Update auf iOS 11.3 wurde die Rubrik "Gesundheitseinträge" in der Health App hinzugefügt. Diese erlaubt es Patienten von etwa 40 Institutionen aus dem Gesundheitsbereich, ihre Patientenakten vom iPhone aus einzusehen. Ziel ist dabei eine übersichtliche Darstellung, um Ärzte oder Therapeuten rasch mit den wichtigsten Daten versorgen zu können, ohne auf das Sammeln von Dokumenten in Papierform angewiesen zu sein.

## Rezeption
Die App wurde zu Beginn – auch aufgrund technischer Unzulänglichkeiten – eher skeptisch aufgenommen. Während Datenschützer die App nach wie vor kritisch beobachten, äußern sich Mediziner mittlerweile überwiegend positiv zu Aspekten der App.
Gleich zu Beginn musste Apple sämtliche Anwendungen, die mit dem HealthKit kompatibel waren, aufgrund eines Bugs aus dem Shop nehmen, der sich unter anderem auf die Funktionalität der Touch ID auswirkte. Das sorgte für Verstimmung bei Entwicklern. Mit der Softwareversion iOS 8.0.2 wurde der HealthKit im September 2014 neu veröffentlicht.
Ein Kritikpunkt war auch die mangelhafte Verfügbarkeit von kompatiblen Anwendungen und anderen Produkten von Drittanbietern. Mittlerweile gibt es hier jedoch Vielzahl an kompatiblen Produkten, von Fitness-Armbändern bis hin zu Geräten zur Schlafoptimierung.
Überwiegend positiv wird die Verknüpfung zur ResearchKit aufgenommen. User können die Einwilligung geben, dass ihre Gesundheitsdaten in anonymisierter Form im Rahmen des ResearchKit für medizinische Forschungen verwendet werden dürfen. Etwa 100.000 Personen beteiligen sich daran bisher. Forschungsprojekte zu Asthma, Parkinson und Diabetes mellitus wurden darüber bereits unterstützt.
Insbesondere die Health Records Funktion wird von Datenschützern skeptisch betrachtet, da sehr sensible Informationen verarbeitet werden. Apple verweist darauf, dass sämtlich hier verarbeitete Daten verschlüsselt und passwortgesichert gespeichert seien. Dennoch rät beispielsweise die Bundesdatenschutzbeauftragte Deutschlands von einer Verwendung von Gesundheitsapps ab.
Positives Feedback brachte Apple vor allem die Aufnahme des Bereiches der Reproduktionsmedizin ein. Diese wurde als Schritt in Richtung der Anerkennung von Frauengesundheit und -hygiene gesehen. Apple ist der erste der großen Technologiekonzerne, der diesen Medizinbereich in seiner App einbindet.